# Fie Udby Erichsen
Fie Udby Erichsen (Hobro, 23 aprile 1985) è una canottiera danese.

## Palmarès
- Giochi olimpici

Londra 2012: argento nel singolo femminile.